# Дом Лесневского
Дом Лесневского — памятник архитектуры начала XX века в Барнауле. Расположен в Центральном районе города на улице Ползунова, дом 56, рядом с Демидовской площадью.
Здание является одним из наиболее интересных примеров деревянного зодчества в Сибири. Построено в 1907 году инженером и городским головой Александром Лесневским на берегу заводского пруда. В формах двухэтажного деревянного дома проявилось влияние прибалтийской архитектуры и российских традиций домовой резьбы. Сегодня первоначальный облик утрачен.
Здание входит в список памятников архитектуры федерального значения.